# NGC 484
NGC 484 (другие обозначения — ESO 113-36, PGC 4764) — галактика в созвездии Тукан. Открыта Джоном Гершелем в 1834 году, описывается Дрейером как «очень яркий, маленький, немного вытянутый объект, с заметно более яркой серединой».
До 1991 года классифицировалась как галактика без перемычки. Однако впоследствии наблюдения показали, что галактика NGC 484 содержит слабую перемычку.
NGC 484 считается галактикой раннего типа. Распределение газа в галактике предположительно равномерное и соответствует наблюдаемым звёздам.
Этот объект входит в число перечисленных в оригинальной редакции «Нового общего каталога».
Галактика NGC 484 входит в состав группы галактик NGC 434. Помимо NGC 484 в группу также входят ещё 9 галактик.